# کاپریله
کاپریله (به ایتالیایی: Caprile) یک کومونه در ایتالیا است که در استان بیه‌لا واقع شده‌است.

## خصوصیات
کاپریله ۱۱٫۴ کیلومترمربع مساحت و ۲۲۱ نفر جمعیت دارد.